# Edén Concert
El Edén Concert fue un music hall ubicado en la calle Nou de la Rambla (antiguamente calle Conde de Asalto ) núm. 12 de Barcelona, España y dedicado a todo tipo de espectáculos: teatro, variedades, prestidigitación, pantomima, cine, canciones, baile, conciertos, etc. 
Fue inaugurado el mes de diciembre de 1886. Anteriormente había sido el Café de la Alegría. Llegó a ser un music hall muy conocido y reconocido, sobre todo en los años 10 y 20 del siglo XX. En 1903 fue restaurado bajo la dirección del arquitecto catalán Andreu Audet i Puig. Entre los años 1914 y 1915 se le denominó Grand Palais Joyeux.
El lunes, 23 de diciembre de 1935, se convirtió en el Edén Cinema y en la época del franquismo, pasó a llamarse Cine Edén. En 1973 fue reformado como cine. En año 1987 intentó volver a ser un music hall. La empresa fracasó por motivos económicos y se declaró en quiebra en 1989. Como muchos cines de los años 80, terminó siendo un parquing, llamado actualmente Parquing Edén.
Entre otros, en el local actuaron artistas como: Elvira de Amaya (cupletista y actriz española) Mercedes Serós (cupletista española) África Vázquez la Peñeza (cantaora española) Fernando de Triana (cantaor español)

## El Edén Concert en el arte
En 1903 Pablo Picasso pintó un cuadro titulado "Dama en Edén Concert", correspondiente al periodo azul del artista. Posteriormente, en 1919, Ricardo Urgell plasmaría su interior en "Edén Concert".